# Lothar Faber
Lothar Faber (ur. 7 lutego 1922 w Kolonii, zm. 1 września 2005) – niemiecki oboista.

## Życiorys
Gry na oboju uczył się początkowo od ojca, następnie studiował w Hochschule für Musik w Kolonii i w Konserwatorium Paryskim. W 1946 roku został solistą kolońskiej Rundfunk-Sinfonie-Orchester. Od 1972 roku prowadził letnie kursy mistrzowskie w Accademia Chigiana w Sienie.
Zasłynął jako interpretator muzyki współczesnej. Występował na wielu festiwalach, m.in. podczas Warszawskiej Jesieni. Swoje utwory dedykowali mu Bruno Maderna, Bernd Alois Zimmermann, Wolfgang Fortner, Tadeusz Baird, Włodzimierz Kotoński, Krzysztof Meyer, Edward Bogusławski, Zbigniew Wiszniewski.